# Лопух, Георгий Михайлович
Георгий Михайлович Лопух (05.12.1929, с. Балахта Красноярского края — 31.08.1999, Озёрск) — инженер-электромеханик, лауреат Государственной премии СССР (1982).
В 1947 г. поступил в Томский электромеханический институт инженеров железнодорожного транспорта, с 3 курса перевёлся в Томский политехнический институт.
После его окончания (1952, диплом с отличием) был направлен на реакторный завод № 156 ПО «Маяк» (Челябинск-40, ныне Озёрск):
- 16.08.1952-01.07.1955 дежурный инженер-электрик,
- 01.07.1955-01.11.1959 дежурный инженер-энергетик, инженер, старший инженер по управлению реактором,
- 01.11.1959-25.03.1960 начальник смены,
- 25.03.1960-31.03.1962 секретарь партийной организации завода (в штате горкома КПСС),
- 31.03.1962-1971 начальник смены завода.

С 1971 г. начальник производственно-технического отдела, с 01.03.1978 по 30.04.1993 зам. главного инженера химкомбината «Маяк» по реакторному пр-ву.
Автор разработки принципиально новой реакторной установки (1982), за которую была присуждена Государственная премия СССР.
Награждён орденом «Знак Почёта» (1962) и двумя медалями.